# Josina van Beieren-Schagen

Wapen van Beieren-Schagen

Josina van Beieren-Schagen vrouwe van Schagen van 1480-1535 (overleden 25 juni 1543) was de dochter van Albrecht I van Beieren-Schagen en Adriana van Nijenrode. Zij was de kleindochter van Willem I van Beieren-Schagen
Josina trouwde (1) op 6 augustus 1484 met Wouter van Egmond (1450-1491) ridder en heer van Zegwaard, Zevenhuizen en Soetermeer. Hij was de zoon van Willem van Egmond van Palestein (geboren ca. 1410-1473) en Johanna van Heemskerk (geboren ca. 1410). Hij erfde in 1473 het huis te Palenstein van zijn vader.
Zij trouwde (2) na 1491 met Joost van Borsselen heer van Brigdamme (1465-1524). Hij was een bastaardzoon van Adriaan van Borselen heer van Brigdamme en Zoutelande (1418 - 6 juni 1468).
Toen Josina de heerlijkheid Schagen c.a. in 1535 overdroeg aan haar neef Jan II van Beieren-Schagen, die van zijn vader Jan I van Beieren-Schagen tevens de heerlijkheid Burghorn erfde, zijn beide heerlijkheden weer in één hand gekomen en sindsdien gebleven. Nadat Jan van Beieren in 1601, op zijn verzoek het pluimgraafschap van West-Friesland, Texel en Wieringen in eeuwigdurende erfpacht had ontvangen van de grafelijkheid, is deze erfpacht in 1606 omgezet in een onversterfelijk erfleen, dat eveneens in handen van heren en vrouwen van Schagen is gebleven.
Uit 1535 bestaan er stukken betreffende de revocatie, intrekking, van een transport, in 1531 gedaan door Josine van Schagen, weduwe van Joost van Borsselen, van goederen, afkomstig van haar moeder Adriana van Nyenrode, aan Willem Turck, echtgenoot van Josine van Nyenrode, met voorbijgaan van haar andere erfgenamen Frans en Ernst van Nyenrode. Met een akkoord tussen de erfgenamen over de na te laten goederen.